# EC Orange
EC Orange（イーシーオレンジ）は、エスキュービズムが提供するECサイト構築用の商用パッケージソフトウェアである。
2017年まではオープンソースのECサイト構築用プログラムEC-CUBEベースの商用ディストリビューションであったが、2017年より独自ソフトウェアによる提供(ソースコードは開示)に切り替えている。

## 歴史
純国産オープンソースECサイト構築システムEC-CUBEをベースに、株式会社エスキュービズムが主にSEOまわりの機能拡張を行い2007年4月26日にリリース。
EC-CUBE Ver2系をベースに、インポート機能、コンテンツ管理システム (CMS) まわりの機能拡張を行い2008年6月3日にVer2.0をリリース。
2017年7月24日、VRコマースを実現するパッケージシステム「EC-Orange VR」を株式会社タッグとともに共同開発開始。
2019年4月より、独自のパッケージソフトウェアとしてEC-ORANGE Ver1.0をリリース(2024年8月時点　Ver5.8)。
2022年12月20日より、より大規模やパッケージでも対応が困難な要望に対応する為のEC-ORANGEスクラッチフレームワーク Ver1.0をリリース。
2023年3月8日、新機能としてコールセンターでの通販受注業務に対応。
通常のパッケージ販売及びカスタマイズの受託に加え、ライセンス販売による内製化支援や外部パートナーへの開発支援も行っている。

## 特徴
- 中規模 - 大規模向け
- ショッピングモール(多店舗)構成やマーケットプレイス構成に対応
- ライセンスの契約者へのソースコード開示[4]
- 認定を受けた開発会社との連携により開発会社でEC Orangeを活用した独自のSIビジネスを推進
- 事業再構築補助金の活用が可能[5]

## 動作環境
- Laravel9
- PHP8.1
- MySQL8.0
- Apache2.4 Or Nginx1系
- Vue3

## 導入事例
ロイヤルカナン
ペットフードメーカーのロイヤルカナンは、自由度の高いカスタマイズ性や情報セキュリティへの対応を評価し、EC Orangeを導入した。導入後、製品レコメンド機能「製品ファインダー」を活用し、売上の向上とブランド認知の拡大を実現した。
ファミリア
ベビー・子ども服メーカーのファミリアは、2016年にEC Orangeを導入し、実店舗とECサイトを連携させたオムニチャネル戦略を展開。これにより、来店頻度の向上と購入単価の増加を実現し、売上の約20％がオムニチャネル経由となった。
H.I.S（TOOKTRIP）
旅行代理店のH.I.Sは、タイ人向け越境ECサイト「TOOKTRIP」の構築にEC Orangeを採用。サイトはタイ語と英語に対応し、タイバーツでの決済が可能なシステムを実装した。
ムトウユニパック
封筒やカードなどの紙媒体を扱うムトウユニパックは、EC Orangeを導入して自社サイトをリニューアル。印刷加工注文のオンライン化を実現し、BtoBだけでなくBtoC市場への展開も視野に入れたサイト構築を行った。